# Aeroportul Kalaupapa
Aeroportul Kalaupapa (IATA: LUP, ICAO: PHLU, FAA LID: LUP) este un aeroport din Comitatul Kalawao, Hawaii, Hawaii, Statele Unite ale Americii ce deservește zona Kalaupapa⁠(d). Aeroportul a fost tranzitat în 2021 de 6.320 de pasageri. A fost numit după zona deservită.
Situat la o altitudine de 7 m, aeroportul dispune de 1 pistă.

## Infrastructură

### Piste
Aeroportul dispune de o singură pistă. Pista 05/23 are suprafața de asfalt și dimensiunile 2.700 picioare × 75 picioare. 